# 刘国裕
刘国裕（1943年12月—），男，湖南衡阳人，中华人民共和国军事人物、政治人物，中国人民解放军少将，曾任中共湖北省委常委、湖北省军区司令员，中共广西壮族自治区党委常委、1995年仼广西军区司令员，2000年仼中共广东省委常委，广东省军区司令员，第八届全国人大代表，中共十五大代表。